# Пілот-1
Пілот-1 (англ. Pilot 1), інша назва NOTS 1 — американський космічний апарат, спроба запуску відбулась 25 липня 1958 року за програмою Пілот. Програма Пілот на момент запуску була засекреченою. Після запуску втрачено зв'язок, можливо апарат вийшов на орбіту. Перша спроба запустити супутник з літака.

## Опис
Апарат первісно розроблявся як військовий метеорологічний супутник з короткою підготовкою до запуску для вивчення погоди навколо об'єкта атаки. Він мав діаметр 20 см, масу 1,05 кг і один прилад — дуже простий інфрачервоний пристрій лінійного сканування для створення грубих зображень поверхні. Циліндр кільцевої форми монтувався навколо останнього ступеня ракети-носія, NOTS-3SM (тридюймовий кулястий двигун НОТС, англ. NOTS 3 in. Spherical Motor), який мав залишатись приєднаним до супутника. Обертання апарата навколо поздовжньої осі мало стабілізувати його в польоті завдяки ефекту гіроскопа.

## Запуск
25 липня 1958 року літак Douglas F4D Skyray злетів із повітряної бази військово-морського флоту США Поінт-Мугу (англ. Naval Air Station Point Mugu) і запустив супутник ракетою-носієм Пілот у зоні викиду над протокою Санта-Барбара (англ. Santa Barbara Channel Drop Zone). Після запуску втрачено зв'язок, можливо апарат вийшов на орбіту. Перша спроба запустити супутник із літака. 